# Aníta Hinriksdóttir
Aníta Hinriksdóttir (Reikiavik; 13 de enero de 1996) es una atleta islandesa especializada en la prueba de 800 m, en la que consiguió ser medallista de bronce europea en pista cubierta en 2017.

## Carrera deportiva
En el Campeonato Europeo de Atletismo en Pista Cubierta de 2017 ganó la medalla de bronce en los 800 metros, con un tiempo de 2:01.25 segundos, tras la suiza Selina Büchel y la británica Shelayna Oskan-Clarke (plata con 2:00.39 segundos).